# Jelena Wladimirowna Ossipowa
Jelena Wladimirowna Ossipowa (russisch Елена Владимировна Осипова; * 11. November 1927 in Moskau; † 26. Oktober 2018) war eine sowjetische bzw. russische Philosophin und Hochschullehrerin.

## Leben
Das Studium an der Lomonossow-Universität Moskau (MGU) in der Phillosophie-Fakujltät schloss Ossipowa 1950 ab. Es folgte die Aspirantur am Lehrstuhl für Geschichte der ausländischen Philosophie der MGU, die sie 1954 mit erfolgreicher Verteidigung ihrer Kandidat-Dissertation über Hugo Kołłątaj im Hinblick auf die Geschichte der Philosophie in Polen-Litauen für die Promotion zur Kandidatin der philosophischen Wissenschaften abschloss.
Ab 1956 war Ossipowa wissenschaftliche Mitarbeiterin des Moskauer Instituts für Philosophie der Akademie der Wissenschaften der UdSSR (AN-SSSR, seit 1991 Russische Akademie der Wissenschaften (RAN)). Sie wechselte 1969 in das Moskauer Institut für Soziologie der AN-SSSR. Ab 1973 war sie Mitglied des Rats für Probleme ausländischer ideologischer Strömungen der Sektion für Sozialwissenschaften des Präsidiums der AN-SSSR.
Ossipowa lehrte in der Philosophie-Fakultät der MGU und wurde 1977 zur Dozentin ernannt. Sie verteidigte 1979 ihre Doktor-Dissertation über die Soziologie Émile Durkheims mit kritischer Analyse der theoretisch-methologischen Konzepte mit Erfolg für die Promotion zur Doktorin der philosophischen Wissenschaften.
Als führende Mitarbeiterin kehrte Ossipowa 1985 in das Institut für Philosophie der AN-SSSR zurück. Sie war ab 1995 Vollmitglied der Russischen Akademie der Sozialwissenschaften.
Ossipowa war mit dem Soziologen Gennadi Ossipow (* 1929) verheiratet. Ihre Tochter Nadeschda (* 1958) ist Soziologin und lehrt an der MGU.